# Santuario nuragico di Santa Cristina
Il santuario nuragico di Santa Cristina è un'area archeologica situata nel territorio del comune di Paulilatino, in provincia di Oristano, nella Sardegna centro-occidentale e nella parte meridionale dell'altopiano di Abbasanta. La località prende il nome dalla chiesa campestre di Santa Cristina che si trova nelle sue vicinanze.
Il sito si compone essenzialmente di due parti: la prima, quella più conosciuta e studiata, costituita dal tempio a pozzo, un pozzo sacro risalente all'età nuragica, con strutture ad esso annesse: capanna delle riunioni, recinto e altre capanne più piccole. La seconda parte del complesso a circa duecento metri a sud-ovest è costituita da un nuraghe monotorre, da alcune capanne in pietra di forma allungata di incerta datazione ed un villaggio nuragico, ancora da scavare, di cui sono visibili solo alcuni elementi affioranti. Benché di limitato interesse archeologico, integra il complesso l'area devozionale cristiana della chiesa e novenario di Santa Cristina, inteso come il luogo nel quale si celebra la novena in onore della santa.

## Storia
Nel 1841 nel Dizionario Angius-Casalis l'Angius pubblica una prima descrizione sommaria del complesso monumentale:
Nel 1857 Giovanni Spano pubblica un articolo con allegato un rilievo grafico del monumento. Il canonico descrive e interpreta il pozzo sacro in maniera piuttosto confusa: lo classifica come struttura nuragica, ma non riesce ad individuare la vera funzione dello stesso, ritenendolo, per similitudine con altri ritrovamenti, un carcere.
Nel 1860 il La Marmora nel suo Itinéraire elogia il monumento e lo paragona «al Tesoro di Atreo, a Micene, nella Grecia, descritto e figurato da Giacomo Stuart». Nei primi anni del XX secolo furono indagati altri pozzi sacri in Sardegna: Antonio Taramelli, archeologo della prima metà del Novecento, ne intuisce finalmente la funzione. Il suo lavoro viene completato da Raffaele Pettazzoni, che nel suo libro sulle credenze degli antichi protosardi descrive il culto delle acque facendo riferimento anche a confronti esterni all'isola.
Nonostante l'importanza del monumento ed il suo ottimo stato di conservazione occorre attendere il 1953 per i primi scavi ed i primi restauri, proseguiti poi con le campagne dell'Atzeni del 1967-73 e 1977-83. Le più recenti campagne di scavo sono state condotte da Bernardini nel 1989-90 e da Arnold Lebeuf tra il 2005 ed il 2010, il quale definisce il pozzo sacro "un capolavoro, che combina un'insolita sobrietà nell'aspetto generale con un'incredibile complessità architettonica." Sono state programmate altre ricerche concentrate soprattutto nella zona del villaggio nuragico.

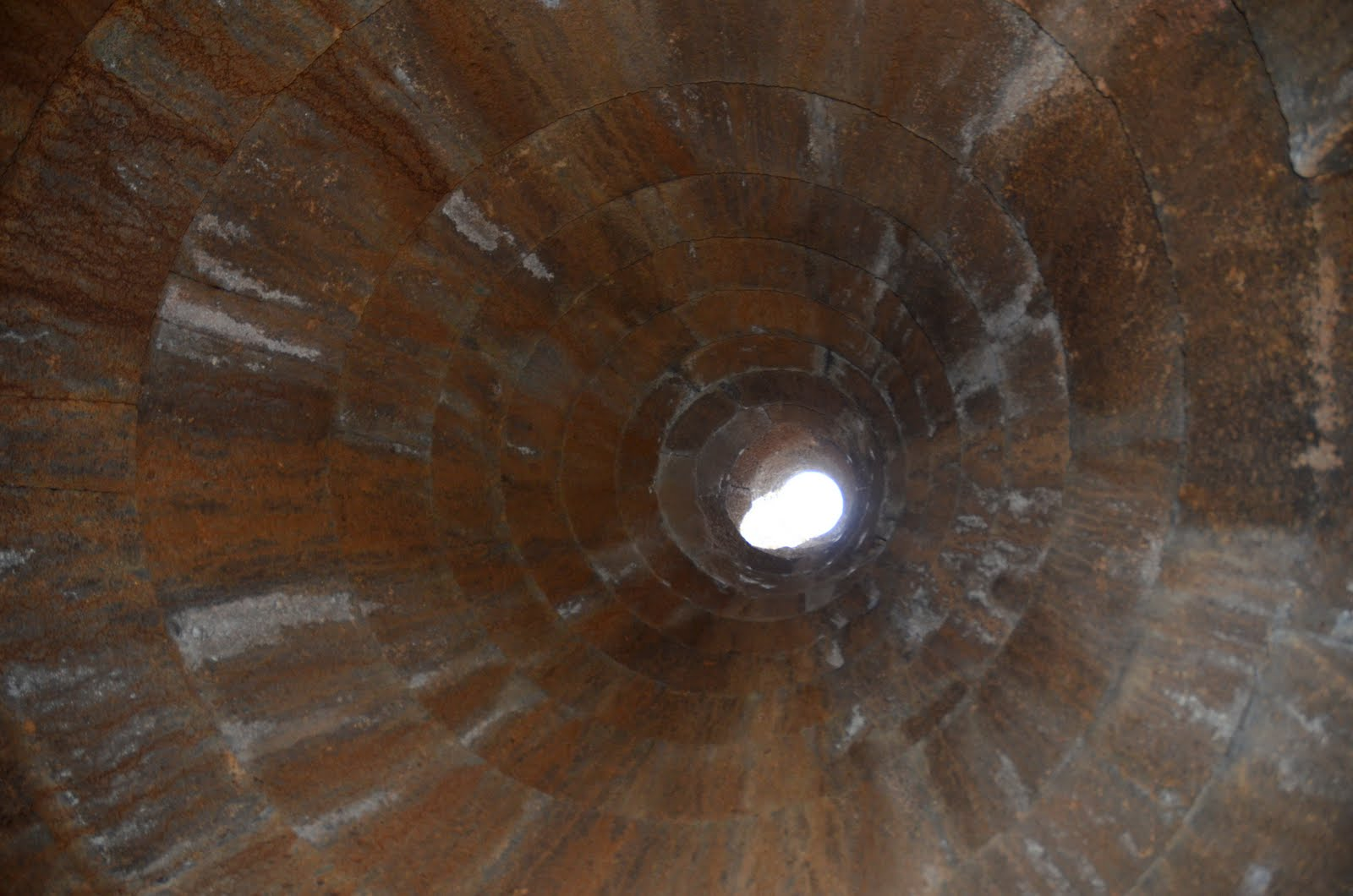
Thòlos del pozzo

## Il Pozzo sacro

### Struttura del pozzo

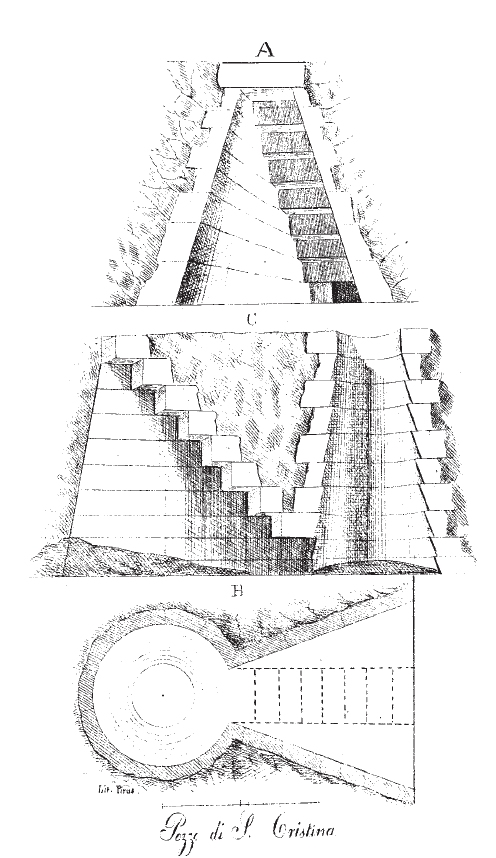
Pozzo Sacro di Santa Cristina. Rilievo di Giovanni Spano, 1857

Il pozzo sacro, la cui costruzione può essere posta attorno all'XI secolo a.C. è racchiuso da un tèmenos, recinto di forma ellittica che separa l'area sacra da quella profana, che ne circonda un altro a forma di "serratura", all'interno del quale è situato il pozzo stesso. La struttura è simile a quella degli altri pozzi sacri che si trovano in Sardegna, ma si differenzia da essi per l'ottimo stato di conservazione delle parti interne e anche per le dimensioni, molto grandi e ben proporzionate.
Il pozzo è preceduto da un vestibolo, dove probabilmente si svolgevano cerimonie di culto; dopo il vestibolo segue la scala, che si apre in un vano trapezoidale; la gradinata è formata da una rampa unica di 25 gradini, che si restringe verso il basso (da circa 3,50 m alla sommità a 1,40 m alla base) man mano che si avvicina alla camera che contiene il pozzo vero e proprio; la scala è raccordata specularmente alle architravi di copertura, formati da blocchi tutti uguali tra loro che creano uno straordinario effetto a "scala rovesciata" di larghezza costante.

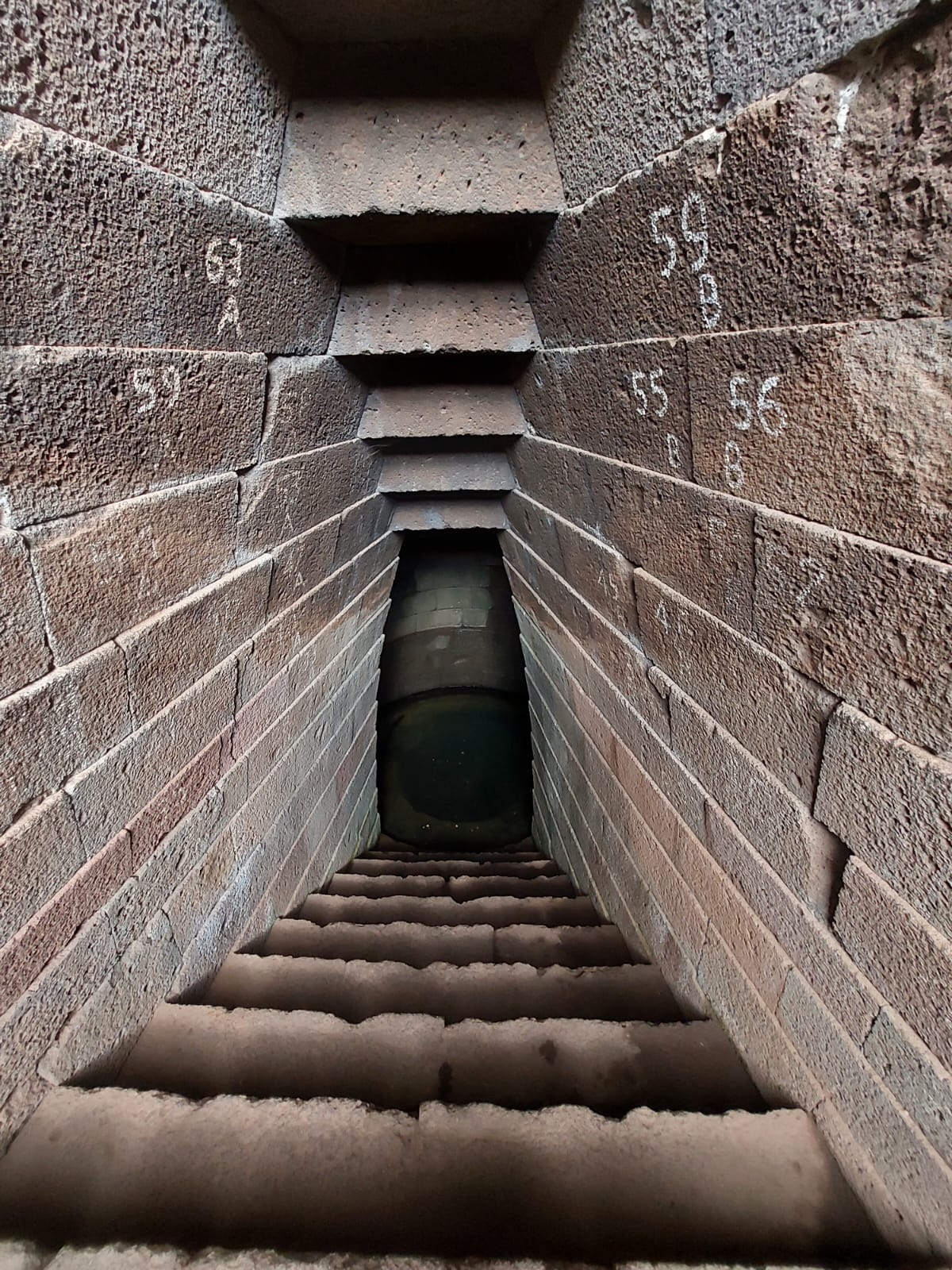
Pozzo di Santa Cristina, doppia scala capovolta

Il pozzo sacro vero e proprio è formato da una cella di pianta circolare (diametro circa 2,5 m) coperta da una thòlos (pseudocupola) a volta ogivale alta quasi 7 m, realizzata con blocchi di basalto lavorati e disposti in filari, il cui diametro a partire dall'architrave della porta d'ingresso, posizionata alla fine della gradinata, diminuisce fino a creare un foro di 35 cm circa a livello del suolo. Questo foro è ancora oggi oggetto di dibattito: non si sa se originariamente fosse chiuso da una pietra circolare o meno.
L'intera struttura del pozzo sacro è realizzata con tecniche molto accurate; tutti i blocchi di basalto di media grandezza (circa 60 cm di lunghezza per 30 cm di spessore) vennero lavorati e rifiniti quindi disposti in file orizzontali avendo cura che il blocco inferiore sporgesse di circa un centimetro rispetto al blocco superiore al fine di creare un profilo dentellato ed un effetto architettonico molto elaborato ed efficace. L'ottimo stato di conservazione della struttura conferisce al pozzo una grande importanza archeologica e storica. Purtroppo nulla è rimasto della struttura in elevazione che, se esistita, molto probabilmente copriva interamente la bocca del pozzo e aveva un prospetto a due spioventi del tutto simile a quello ancora visibile a Su Tempiesu di Orune.
Ancora oggi l'acqua scaturisce nel pozzo grazie ad una falda perenne che le consente di riempire la vasca circolare scavata nella roccia base e raggiungere il primo gradino della scala. Il livello è mantenuto costante da un presumibile canale di scarico.
Giovanni Lilliu, insigne archeologo sardo, descrive così il pozzo sacro:

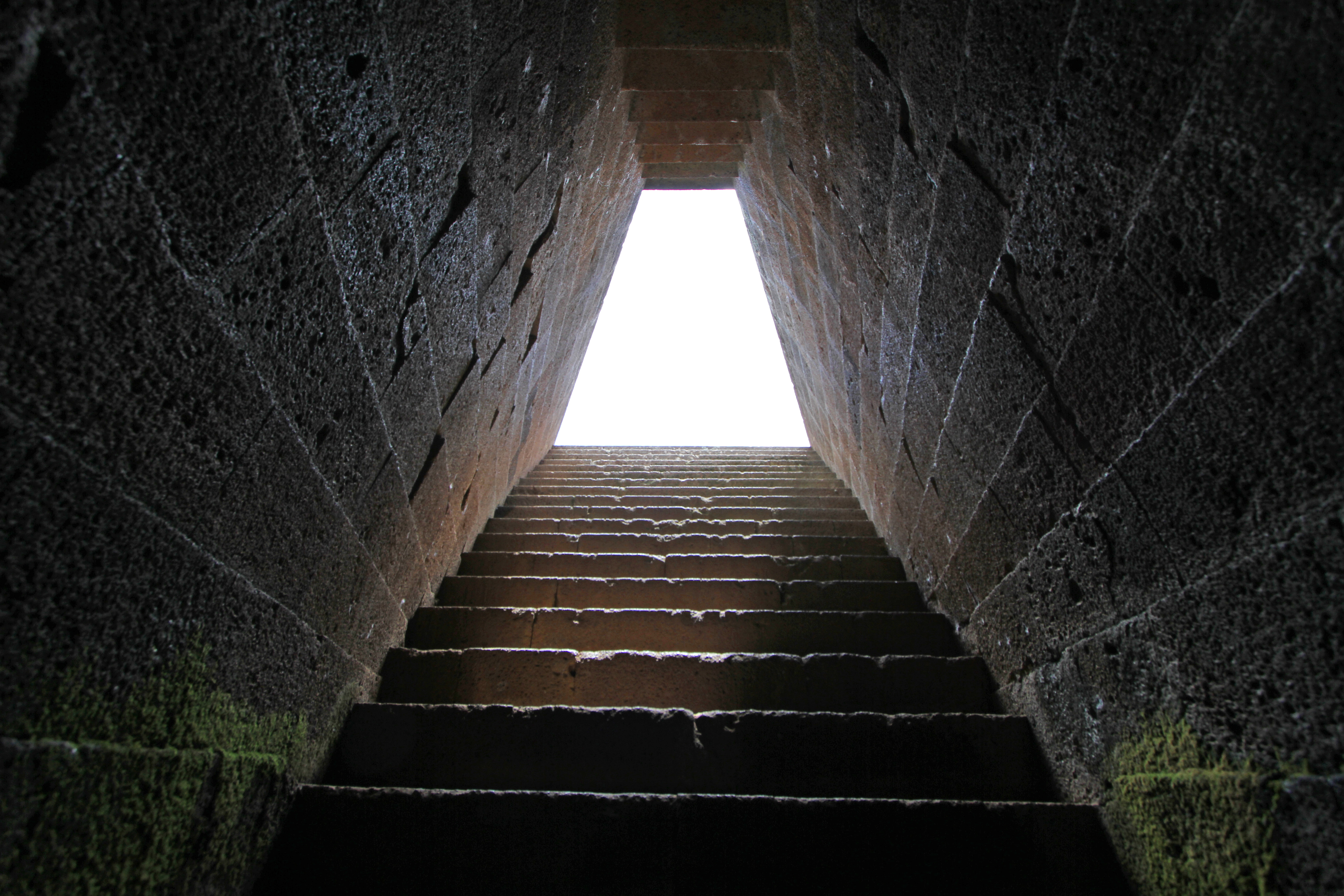
Pozzo Sacro di Santa Cristina, scalinata

### Funzione del pozzo sacro
Nella struttura sacra e nelle sue vicinanze si svolgevano culti riguardanti le acque, che riunivano l'intera comunità, richiamando le genti nuragiche da altre parti della Sardegna e forse devoti che venivano anche da fuori dell'isola: ne sono testimonianza le quattro statuette di bronzo, una raffigurante una figura femminile seduta, ritrovati insieme a bronzetti nuragici e altri oggetti votivi di produzione nuragica. Testimonia il permanere del culto nel tempo il ritrovamento di gioielli in oro fenici di molto posteriori all'età nuragica.

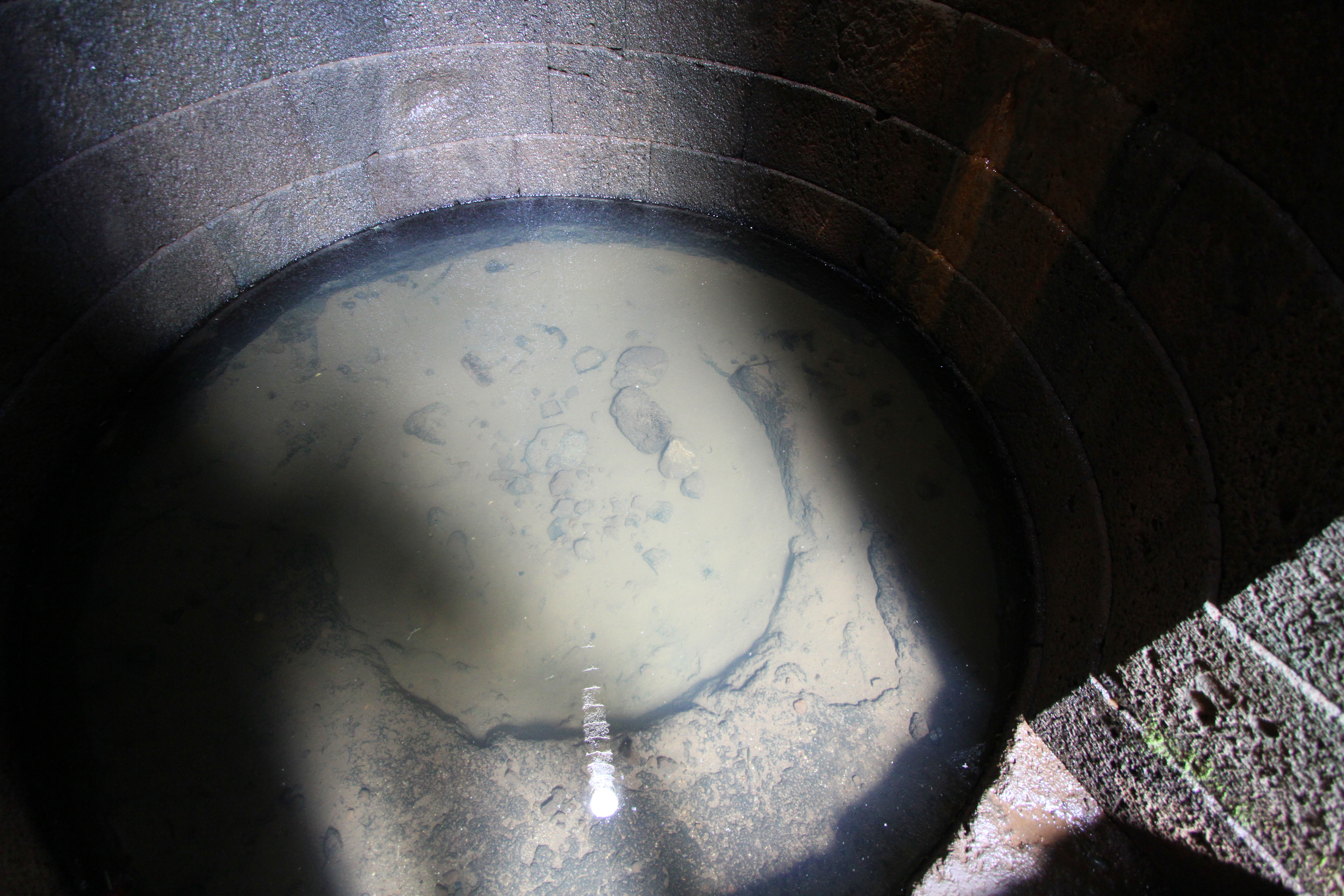
La sorgente

Secondo alcune teorie il santuario di Santa Cristina potrebbe essere stato anche un luogo di osservazione e analisi astronomica. Infatti, ogni diciotto anni e mezzo, nel cosiddetto "lunistizio maggiore", la Luna si riflette sul fondo del pozzo, illuminandolo; ciò avviene quando la Luna si trova allo zenit della località. Nel pozzo di Santa Cristina però la Luna non si colloca perfettamente nella verticale dello zenit, ma illumina ugualmente l'acqua sottostante, creando un riflesso. Un altro effetto avviene durante gli equinozi: a mezzogiorno i raggi solari entrano direttamente nella scalinata del pozzo, illuminandone l'acqua. Alcuni archeologi hanno obiettato a tali ipotesi affermando che in origine la thòlos fosse chiusa (non permettendo quindi l'ingresso della luce lunare). In particolare si riferiscono all'assenza della struttura in elevazione, di cui la maggior parte di pozzi sacri disponeva. Tali obiezioni sono state confutate dall'archeologo Arnold Lebeuf, professore dell'università di Cracovia, e da Enrico Atzeni, il quale, in relazione al restauro da lui effettuato, affermò che sulla cupola si limitò a rimettere in opera uno (comunque sia originale) dei due conci che formano l'occulus. La struttura esterna, poi, non avrebbe certo impedito alla luce lunare di penetrare all'interno.

### I simboli
Alcuni studi indagano la simbologia legata alla particolare struttura del pozzo sacro e le sue funzioni e utilizzi. Il pozzo viene infatti associato al femminile: secondo alcune interpretazioni il suo perimetro, definito comunemente “a serratura di chiave”, rappresenta “una riproduzione ciclopica" della vulva, che rimanda a culti legati a divinità femminili, come ad esempio il segno della dea Tanit. Altri rimandi al femminile si riscontrano nelle simbologie legate all’acqua e al culto ad essa relativo, oltre a quelle relative alla luna. La simbologia della scala capovolta che caratterizza il pozzo è un’ulteriore elemento di grande valenza simbolica, considerata come “elemento di rapporto e collegamento tra cielo e terra.”

### Le strutture annesse
Nelle vicinanze del pozzo sacro si trovano resti di varie costruzioni attribuibili alla civiltà nuragica. In particolare sono degni di nota quelli di una ampia capanna circolare del diametro di circa 10 metri originariamente coperta (che oggi ha un elevato di circa 1.70 m) con un pavimento costituito da ciottoli, al cui interno si trova un sedile (alto circa 30 cm e profondo 50) che corre lungo tutta la parete e che probabilmente serviva a riunire una parte della comunità. Come riferisce Alberto Moravetti, infatti, è fortemente plausibile l’ipotesi che assegna una destinazione pubblica alla capanna, considerata quindi come un luogo “ove dibattere i problemi della comunità che viveva intorno al tempio.” A poca distanza dalla capanna circolare si trova un recinto usato probabilmente per custodire gli animali offerti al tempio o addirittura destinati a sacrifici.
Nella stessa zona si trovano i resti di dieci capanne di forma circolare o quadrangolare poste a schiera. Tale disposizione, riscontrata anche in altri santuari nuragici (Santa Vittoria di Serri) fa propendere per una destinazione commerciale di supporto al quella devozionale (tabernae).

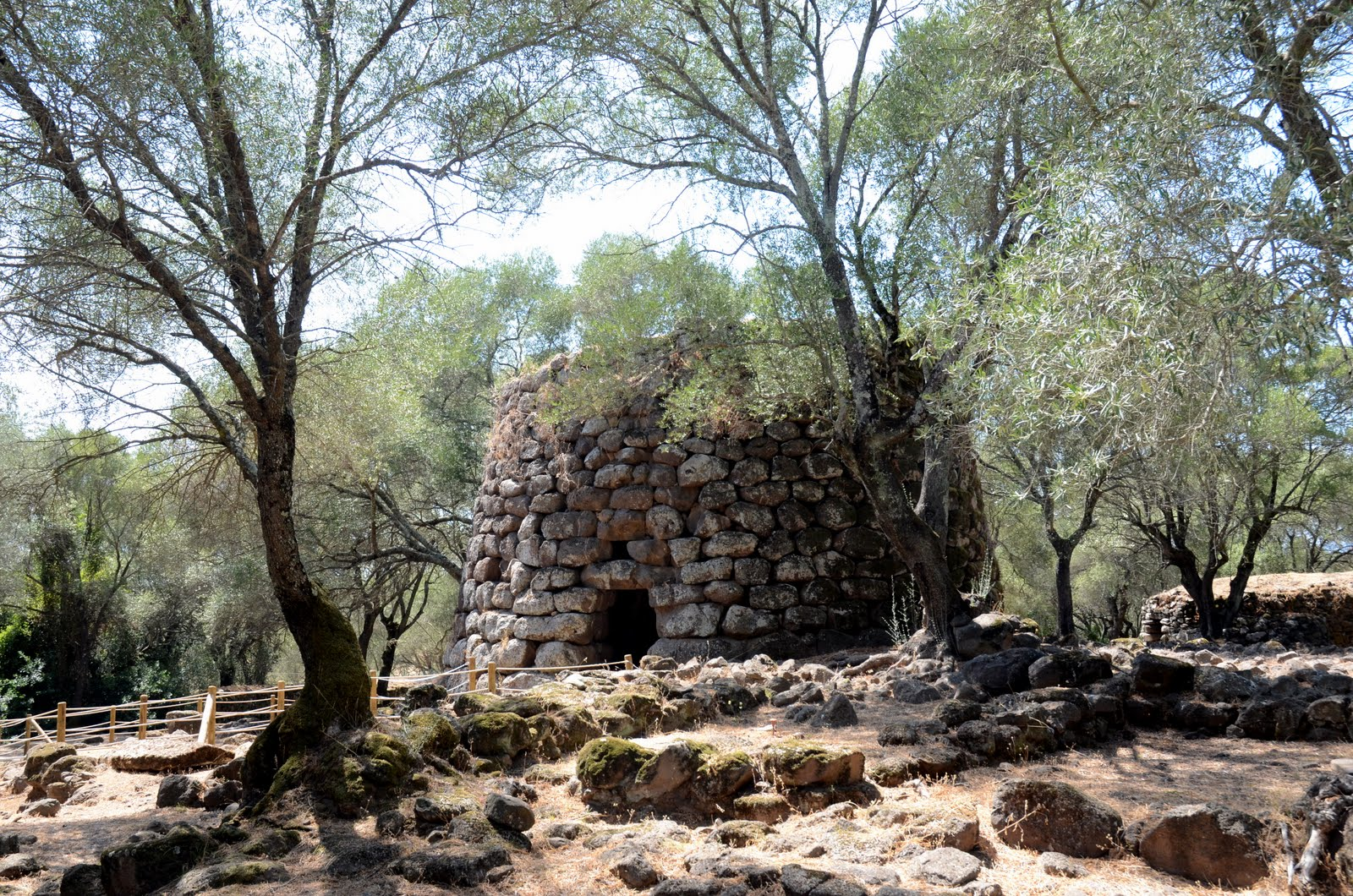
Villaggio nuragico: nuraghe

## Il complesso nuragico
A circa 200 metri di distanza dal pozzo sacro in direzione sud ovest, oltre la chiesetta di Santa Cristina, è situato un nuraghe costituito da una semplice struttura monotorre, di cui restano ben conservati i resti del primo piano con la thòlos e la scala di acceso al piano superiore integre. Esso fu probabilmente eretto anteriormente alla costruzione del pozzo sacro, testimoniando una frequentazione del sito anche prima che il pozzo e la relativa area sacra venissero edificati, frequentazione che poi continuò anche nel medioevo con la costruzione della chiesa campestre di Santa Cristina che soppiantò l'antico culto nuragico. Ben visibili in superficie nel bosco di olivastri si trovano tre capanne dalla forma allungata. Sono costruzioni sicuramente successive all'età nuragica, tra le poche presenti in Sardegna, e se ne conosce l'uso come ricovero per il bestiame. Una di esse è ancora intatta e presente una lunghezza di quasi 14 m, la copertura è a lastre di pietra con mura massicce poste a formare una sezione trasversale trapezoidale. L'entrata principale si trova sul lato corto esposto ad est, mentre un accesso secondario si apre sul lato lungo a fior di terra a circa 8 m dall'entrata principale. Le tre capanne sono di datazione incerta ed è necessario attendere i dati degli scavi programmati nel prossimo futuro.
Completano l'area i resti di un villaggio nuragico ancora da scavare costituito da capanne di forma circolare. Nei dintorni sono sparse varie tombe dei giganti e qualche nuraghe.

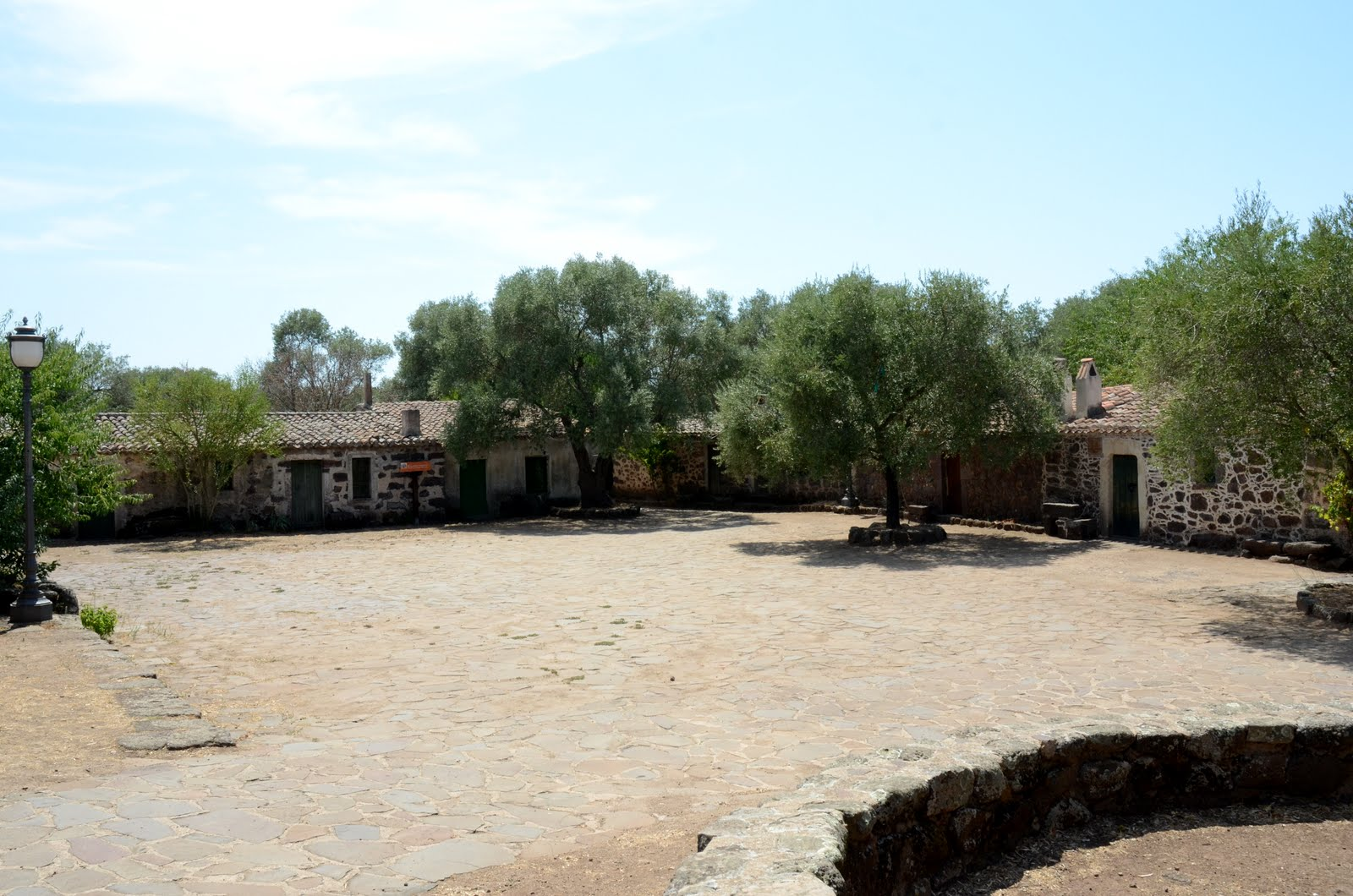
Muristenes del novenario

## Il complesso devozionale cristiano
Si sviluppa attorno alla chiesa campestre di Santa Cristina ed è costituito da 36 piccole abitazioni dette muristenes o cumbessias ed edificate a partire dal XVIII secolo (come attesta un'iscrizione sopra una di esse) che costituiscono un novenario, cioè il luogo dove i fedeli si riuniscono in preghiera nei nove giorni precedenti la festa. In tale periodo i fedeli meno abbienti si recavano ogni sera dopo il lavoro alla chiesa e rientravano successivamente alle loro abitazioni mentre i benestanti risiedevano nelle cumbessias costruite proprio per questo scopo.
Le due ricorrenze oggetto di devozione sono quella di Santa Cristina, che viene festeggiata nella seconda domenica di maggio (anche se nel calendario cattolico Santa Cristina si festeggia il 24 luglio), e quella dedicata all'Arcangelo Gabriele nella quarta domenica di ottobre. Va notato che la devozione a Santa Cristina di Bolsena si riallaccia al culto delle acque praticato dagli antichi popoli nuragici; infatti Cristina, undicenne vergine protocristiana, fu condannata a morte per annegamento: legatale una pesante pietra al collo, fu gettata nelle acque del lago; la pietra però, sorretta dagli angeli, galleggiò e riportò a riva la fanciulla.
La chiesetta, la cui costruzione è documentata tra il XII ed il XIII secolo, è stata più volte rimaneggiata. Della struttura originaria non restano che i muri perimetrali dell'abside, secondo alcuni costruiti in buona parte con pietre prelevate dalla parte in elevazione del pozzo sacro nuragico.

### Annotazioni
1. ↑  Tale effetto architettonico è presente anche in altri pozzi sacri, per esempio a Santa Vittoria di Serri e a Su Tempiesu a Orune.
2. ↑  M. Cavedon, Corriere della Sera del 16 giugno 1992, che riprende una tesi dell'astronomo G. Romano.
3. ↑  Tutto ciò a causa dell'inclinazione dell'asse terrestre e dell'orbita lunare rispetto al piano dell'eclittica, ossia il piano dell'orbita terrestre attorno al Sole, e del moto retrogrado dei nodi interseziali fra il piano orbitale lunare e quello dell'eclittica stessa. Se il lunistizio coincide con il solstizio d'inverno, la Luna sarà piena.[18]

### Fonti
1. 1 2 3 4 5 6 7 8   Alberto Moravetti, Il Santuario nuragico di Santa Cristina, Guide e Itinerari, Sardegna archeologica, Carlo Delfino editore, 2003, ISBN 88-7138-294-3.
2. ↑  Goffredo Casalis e Vittorio Angius: Dizionario geografico, storico, statistico, commerciale degli stati di S.M. il re di Sardegna - compilato per cura del professore Goffredo Casalis, 1841, G. Maspero Libraio e Cassone e Marzorati tipografi, Torino, Edizione on-line  Copia archiviata, su unionesarda.it. URL consultato il 15 settembre 2012 (archiviato dall'url originale il 31 agosto 2012).
3. ↑  Giovanni Spano: Pozzo di Santa Cristina in Pauli Latino - Bullettino Archeologico Sardo. Vol. III, Cagliari, 1857
4. ↑  Alfonso Lamarmora: "Itinerario dell'isola di Sardegna tradotto e compendiato dal can. Giovanni Spano", tipografia A. Alagna, Cagliari, 1868. Ristampa anastatica, Edizioni Trois, Cagliari, 1971
5. ↑  Antonio Taramelli: "Serri. Scavi nella città preromana di S. Vittoria", in “Notizie degli Scavi”, 1909
6. ↑  Antonio Taramelli: "Il Nuraghe Lugherras presso Paulilatino", in “Monumenti antichi dei Lincei”, 1910.
7. ↑  Antonio Taramelli: "Ricerche nell'acropoli di Santa Vittoria" in “Notizie degli Scavi”, 1911
8. ↑  Raffaele Pettazzoni: La religione primitiva in Sardegna, Piacenza 1912
9. ↑  E. Atzeni: "Notiziario", in “Rivista di Scienze Preistoriche”, XXXII, Firenze 1977, p. 357 (S. Cristina)
10. 1 2  A. Lebeuf: "Il pozzo di Santa Cristina, un osservatorio lunare", TlilanTlapalan, 2011
11. ↑   Arnold Lebeuf, The Nuraghic Well of Santa Cristina, Paulilatino, Oristano, Sardinia., in Handbook of Archaeoastronomy and Ethnoastronomy, Springer, 2015, DOI:10.1007/978-1-4614-6141-8_132.
12. ↑  Giovanni Lilliu: La civiltà dei Sardi dal Paleolitico all'età dei nuraghi, Eri 1988
13. ↑  Guida pratica all'Archeologia della Sardegna; 2003, Barbagia Culur-Jones; pagina 235
14. 1 2  Sebastiano Demurtas: Paulilatino e il suo territorio, Zonza Editori, 1999.
15. ↑  Giovanni Lilliu: Nuovi templi a pozzo della Sardegna nuragica, in "Studi Sardi", XIV-XV (1955-57), pp. 197-288.
16. ↑  La Grande Enciclopedia della Sardegna, vol. 7, pagina 537; a cura di Francesco Floris; 2007, Editoriale La Nuova Sardegna S.p.A.
17. ↑   Il lunistizio maggiore, su Pozzo S. Cristina - Official. URL consultato il 12 gennaio 2023.
18. ↑   Adriano Gaspani, Elementi di archeoastronomia: la Luna, su Due passi nel mistero, aprile 2008. URL consultato il 12 gennaio 2023.
19. 1 2   Il pozzo sacro di Santa Cristina: alcune considerazioni sui simboli – Paulilatino (OR), su preistoriainitalia.it. URL consultato il 13 luglio 2025.
20. ↑  Webster M., Water temples of Sardinia: identification, inventory and interpretation. Master's Degree Thesis, Uppsala, 2014, Uppsala Universitet
21. ↑   Alberto Moravetti, Il Santuario nuragico di Santa Cristina, collana Sardegna archeologica Guide e itinerari, Delfino, 2003, ISBN 978-88-7138-294-4.
22. ↑  Guida Pratica all'Archeologia della Sardegna, pagina 237; 2003, Barbagia Culur-Jones.